# ДонорUA
ДонорUA — автоматизована система рекрутингу та управління донорами крові. Проект створено у співпраці ВМГО «Асоціація молодих донорів України» та української ІТ-компанії DevRain Solutions. Створений задля розвитку культури донорства крові в Україні. проект створено 13 березня 2014 року.
На вересень 2020 року проєкт налічував 35000+ донорів, через систему пройшло 4000+ реципієнтів та запитів на пошук донорів, 34000+ кроводач.

## Опис
Проєкт працює діяльність через:
1. Автоматизовану систему рекрутингу та управління донорами крові donor.ua
2. Популяризацію добровільного, безоплатного донорства крові шляхом співпраці з державою, громадськими/благодійними організаціями та представниками бізнесу[2].

Система пропагує регулярне, добровільне та безоплатне донорство, при цьому не підтримує жодну політичну партію, релігійну конфесію, є незалежним та неупередженим проєктом.
Фінансування здійснюється переважно за рахунок коштів співзасновників — Ірини Славінської та Олександра Краковецького, та коштів, отриманих від співпраці з бізнесом в рамках проведення Корпоративних Днів Донора і спецпроєктів, в меншій мірі — за рахунок благодійних надходжень від фізичних та юридичних осіб.
Платформа працює з донорами крові, шукає реціпієнтів та співпрацює з центрами здачі крові, оприлюднюючи інформацію про запаси донорської крові в центрах.

## Команда
Проєкт працює у 22 містах України, команда складається з офіційних працівників та волонтерів, які відповідають за технічну підтримку, операційні питання, координацію реципієнтів та донорів, комунікацію, юридичні та фінансові аспекти діяльності організації.
Найактивніше працюють осередки у Києві, Львові, Івано-Франківську, Одесі, Миколаєві та Харкові.
- Олександр Краковецький - CTO[8]

## Проєкти
З червня 2020 року МОЗ України почало моніторинг запасів донорської крові на державному рівні, співпрацюючи з ДонорUA. Дані вносяться працівниками закладів. До системи приєдналися 40 закладів з різних регіонів. Процес передачі системи в державне управління відбувається у кілька етапів і має завершитись завершиться до кінця 2020 року.
Під час епідемії COVID-19, на ДонорUA було створено «базу потреб» лікарень, щоб мати спільний дата-простір для лікарень, постачальників, благодійних фондів та бізнесів з метою забезпечення медзакладів, де лікують хворих на коронавірус, необхідними матеріалами, засобами захисту та обладнанням.
З 2019 року в співпраці з проєктом «Я, Ніна» української журналістки Яніни Соколової, кожен перший вівторок місяця у Києві та Львові проходить захід день донора (#RedBrunch), де люди можуть здати кров та дізнатися більше про донорство. До карантину 2020 року було проведено 8 таких заходів у Києві (517 донорів), і 4 — у Львові (230 донорів).
З 25 березня по 22 червня 2020 року фундація «Варто жити» з ДонорUA проводили акцію «Таксі для донора», в рамках якої донори у 26 містах могли безкоштовно доїхати на таксі до центру крові й назад, щоб здати кров.
14 червня 2020 року, до Всесвітнього дня донора крові, було проведено першу онлайн-церемонію нагородження донорів крові «ДонорUA Awards 2020». Було нагороджено 10 найбільш активних донорів. Також у Києві було влаштовано акцію, де всі охочі могли дізнатись свою групу крові.
У Миколаєві з 28 січня 2022 року у ТРЦ «City Center» відкривається виставка під назвою «Донорство – це про життя».
Також волонтери проводять заходи з «корпоративного донорства», коли в офісі компанії фахівці центру крові приймають кров у працівників.

## Досягнення
- 2014 — переможець хакатону соціальних проектів від SocialBoost, що проводився в рамках конференції IDCEE 2014.
- 2015 — фіналіст конкурсу Vernadsky Challenge.
- 2016, 2015 — переможець конкурсу «Використання ІТ інструментів у діяльності ГО: рецепти успіху» від ГУРТ.
- 2016 — переможець конкурсу стартапів «Startup Weekend: Social Innovation» у Стокгольмі (Швеція)[17].
- 2016 — фіналіст Seedstars Ukraine.
- 2016 — переможець конкурсу «Україна шукає стартапи».
- 2017 — учасник інкубаційної програми 1991 Open Data Incubator в рамках конкурсу «Open Data Challenge».
- 2020 — переможець Startup-in-Residence Demo Day[18]